# エズバシュ・ソフィ
エズバシュ・ソフィ(もしくはウズバシュ)（Özbas Szofi　2001年10月19日- ）はハンガリー・ヤース・ナジクン・ソルノク県ソルノク出身の柔道選手。階級は63kg級。

## 経歴
2017年のヨーロッパカデ52㎏級で優勝すると、ヨーロッパユースオリンピックフェスティバルと世界カデでは3位になった。その後階級を57㎏級から63㎏級まで上げると、2018年のヨーロッパカデで3位、ユースオリンピックでは優勝を果たすも、世界ジュニアでは7位にとどまった。2019年にはヨーロッパジュニアで優勝すると、世界ジュニアでも決勝でセルビアのアニャ・オブラドビッチに反則勝ちして、茶帯ながら優勝を飾った。U23欧州選手権大会に於いても決勝でオブラドビッチに一本勝ちし優勝を果たした。2020年10月に地元で開催されたグランドスラム・ブダペストでは準々決勝でオリンピックチャンピオンであるスロベニアのティナ・トルステニャクに一本負けするも、その後の敗者復活戦を勝ち上がって3位となり、茶帯ながらIJFワールド柔道ツアーで初めてのメダル獲得となった。2021年7月に日本武道館で開催された東京オリンピックでは2回戦で敗れた。世界ジュニアでは個人戦、団体戦ともに5位にとどまった。2023年の世界選手権では3位になった。ヨーロッパ選手権では5位だったが、敗者復活戦でオリンピックチャンピオンである地元フランスのクラリス・アグベニューを技ありで破った。2024年のパリオリンピックでは3回戦で敗れた。その後階級を70㎏級に上げると、2025年のグランドスラム・バクー、グランドスラム・トビリシ及びヨーロッパ選手権で優勝した。
IJF世界ランキングは1081ポイント獲得で45位(25/2/17現在)。

## 主な戦績
52㎏級での戦績
- 2017年 - ヨーロッパカデ　優勝
- 2017年 - ヨーロッパユースオリンピックフェスティバル　3位
- 2017年 - 世界カデ　3位

63㎏級での戦績
- 2018年 - ヨーロッパカデ　3位
- 2018年 - ユースオリンピック　優勝
- 2018年 - 世界ジュニア　7位
- 2019年 - グランプリ・ブダペスト　5位
- 2019年 - ヨーロッパジュニア　優勝
- 2019年 - 世界ジュニア　優勝
- 2019年 -　U23ヨーロッパ選手権 優勝
- 2020年 -　グランドスラム・ブダペスト　3位
- 2021年 -　世界選手権　7位
- 2021年 - 世界ジュニア　個人戦　5位　団体戦　5位
- 2021年 - U23ヨーロッパ選手権　個人戦　3位　団体戦　3位
- 2022年 -　グランドスラム・テルアビブ　3位
- 2022年 -　グランドスラム・アンタルヤ　2位
- 2022年 -　ヨーロッパ選手権　3位
- 2022年 - ヨーロッパオープン・オーバーヴァルト　優勝
- 2023年 -　グランドスラム・タシケント　3位
- 2023年 -　世界選手権　3位
- 2023年 -　グランドスラム・ウランバートル　2位
- 2023年 -　グランドスラム・バクー　2位
- 2023年 -　ヨーロッパ選手権　5位
- 2024年 -　グランプリ・オディベーラス　3位
- 2024年 -　グランドスラム・バクー　3位

70㎏級での戦績
- 2025年 - グランドスラム・バクー　優勝
- 2025年 -　グランドスラム・トビリシ　優勝
- 2025年 - ヨーロッパ選手権　優勝

(出典、JudoInside.com)